# Thunnus
A Thunnus a sugarasúszójú halak (Actinopterygii) osztályának sügéralakúak (Perciformes) rendjébe, ezen belül a makrélafélék (Scombridae) családjába tartozó nem.

## Rendszerezés
A nembe az alábbi 2 alnem és 8 faj tartozik:
- Neothunnus Kishinouye, 1923
  - sárgaúszójú tonhal (Thunnus albacares) (Bonnaterre, 1788)
  - Thunnus atlanticus (Lesson, 1831)
  - Thunnus tonggol (Bleeker, 1851)
- Thunnus South, 1845
  - Thunnus alalunga (Bonnaterre, 1788)
  - Thunnus maccoyii (Castelnau, 1872)
  - nagyszemű tonhal (Thunnus obesus) (Lowe, 1839)
  - Thunnus orientalis (Temminck & Schlegel, 1844)
  - kékúszójú tonhal (Thunnus thynnus) (Linnaeus, 1758) - típusfaj